# 極楽とんぼKAKERUTV
『極楽とんぼKAKERUTV』（ごくらくとんぼカケルティーヴィー）は、2017年4月27日からABEMAで配信されているバラエティ番組である。2019年3月29日放送分まではAbemaGOLDEN 9の木曜枠であった。略称は『カケルTV』、『極楽カケル』。後継番組は『極楽とんぼのタイムリミット』。

## 内容
お笑いコンビ「極楽とんぼ」10年ぶりのコンビ活動復活後、初めてとなるコンビでのレギュラー番組。2017年4月27日、毎週木曜日夜9時よりAbemaSPECIALにて配信される。
2017年3月4日、AbemaTVで極楽とんぼ復活を記念した特別番組「KAKERU TV〜24時間AbemaTV生JACK〜」を配信。当時のAbemaTV過去最高となる視聴数を記録し、4月からレギュラー番組となった。
「KAKERU(かける)」をキーワードに毎回様々な企画に挑戦。出演者は番組オリジナルTシャツを着て出演することが通例となっている。
プロデューサーの片野は「芸人さんの力に”かける”。つまり、芸人さんの”芸人力”を信頼して作るのが基本コンセプト」とし、加藤は10年分のブランクを埋めるために全力を出す番組としている。
番組スタート時の宣伝イメージでは、ジャイアント馬場風のロングガウンを着た加藤と、アントニオ猪木を意識したポーズをとる山本の写真が使用されている。
2019年3月28日配信分をもって改編のためAbemaSPECIALでの毎週配信を終え、2019年4月14日よりAbemaSPECIAL2チャンネルへ移動し、毎月第2日曜日、22時から24時までの2時間番組となったが、枠移動後のエンディングにおいて5月12日の配信分より『極楽とんぼのタイムリミット』と番組名が変更されることが告知された。

## 出演者

### レギュラー
- 極楽とんぼ（加藤浩次・山本圭壱）
- 向井慧（パンサー） - 「コメマン」として、おもに進行役を担当。

### 準レギュラー
番組に複数回出演した人を挙げる。
- ロバート（秋山竜次・馬場裕之・山本博）
- 倉持由香
- 品川庄司（品川祐・庄司智春）
- 原口あきまさ
- 岸博幸
- 沖直実（イケメン評論家）
- 丸山桂里奈
- JOY
- 吉村崇（平成ノブシコブシ）
- 紺野ぶるま
- BOYS AND MEN
- 古川洋平
- よゐこ（有野晋哉・濱口優）
- アルコ&ピース（酒井健太・平子祐希）
- カンニング竹山
- コロコロチキチキペッパーズ（ナダル・西野創人）

## 主な企画
歌にかける! 女芸人男装歌合戦
女性芸人が男装し、思い入れのある歌を熱唱する企画。毎回山本もなぜか「男装」をして出演する。パイロット版（24時間）でも実施。初期の企画。
リリックにかける! 芸人スタイルダンジョン
お笑い芸人によるラップバトル選手権。初期の企画であるがフリースタイルワイ談など内容を変えて度々おこなわれる。
画像力にかける! Wikipediaに画像提供
極楽とんぼ、ロバート、倉持由香のレギュラーメンバーにゲストを加えて、テーマに沿った写真を撮影し、生放送中にWikipediaに画像提供を行うコーナー。写真構図は加藤が指示している。原則として向井は写真撮影には参加せず、進行役に徹している。2017年9月よりAbemaTVのスタッフが、KAKERUTVのアカウントでウィキメディア・コモンズに番組関連の画像・動画をアップロードしている。
ロバート 、倉持由香を含むコーナー出演者は提供画像における肖像権を放棄している。
初期の人気企画であったが、諸事情により2018年8月を最後に突如放送終了。
企画終了に伴い、準レギュラーであったロバートと倉持の番組の出演機会が減少したが、倉持は後に『人亀ゲーム（後述）』で番組の準レギュラーに復帰。2018年3月には“高再生数映像”として再編集して配信された。
極楽クソクイズ
地上波では出題されないクソみたいなクイズが出題される。事前に収録したVTRなどからクイズが出題され、知識は全く必要としないクイズ(通称：クソクイズ)であるが、クイズのプロとして東大生が毎回解答者として参加している。
極楽クソものまね
面白いけれど真似る人物がヤバイ、下ネタがヒドイなどの理由で地上波では絶対に放送されないようなものまねで競うというもの。
アイドル生ドッキリ
過去にSKE48、仮面女子などがターゲットになっている。コーナー後期では「山本が収録中におもらしをした」として股間から烏龍茶をこぼし、加藤が山本の母役の役者に拭けと命令する流れが恒例となり、アイドルが雑巾で小便を拭くまでのタイムトライアルとなっていた。
本音のぶつかり合いにカケル 加藤酔ってます！
加藤が収録前からアルコール類を飲んでおり、放送中もアルコール類を飲みながら番組に参加する。現在は朝の情報番組でキャスターを務める加藤だが、かつての狂犬ぶりを甦らせ、本音をはかせる趣旨の企画。ちなみに山本と向井は司会進行に専念するためアルコール類は一切飲んでいない。加藤の前にはとある括りの専門家などが現れ、番組中加藤は彼らに対し様々な暴言を吐くが、司会進行の山本と向井はスルー、第2回以降はアルコール類を共に飲んでいるゲストが加藤に同調する中、加藤の暴言がエスカレートするというのがこの企画の目玉である。第3回に出演した“イケメン評論家”の沖直実は、加藤との口論が白熱し好評を得たため、その後「口パク暴露かくれんぼ」や「極楽とんぼなんでもDEKIRUわけがねぇ！クイズ」の企画にも出演し、番組の準レギュラーとなった。第1回と第3回はスタジオで、第2回は生ロケを決行。第2回は加藤に加えて板倉俊之（インパルス）と岸博幸が、第3回はカンニング竹山と岸博幸がアルコール類を飲んで参加。第2回以降は拡大スペシャルの企画として放送。
芸能人の本音にカケル 見つかったら口パク暴露かくれんぼ！
KAKERUTVの収録スタジオが入居するシャトーアメーバ全体を使い行うかくれんぼ（ただし初回、拡大スペシャルを除きスタジオのない階層はスタッフパスの関係上使用されない）。加藤に見つかった参加者は指定されたきわどい設問を口パクで答えねばならない。山本は毎回この企画で月収を答えるのが恒例となっており、“口パク”かくれんぼであるが、山本は月収を毎回声に出して発表してしまう。第5回は拡大スペシャルの企画として放送。
本気の恋心にカケル ハニートラッパーズ
1人の男性芸人をターゲットに、その芸人のことを本気で好きな女性が出演する。女性はスタジオに4名いるが、しかし本気で男性芸人のことを好きなのは4名中1人しかいない。その1人は誰なのかを予想していく。ターゲットの芸人は番組の最後に女性を1人選ぶ。解答終了後、本当に芸人を好きである女性が、芸人に選んでもらえずに泣いてしまう場合もある。ターゲットの芸人のことを好きでない女性を選択したしまった場合は10万円がその女性に渡される。第1回は番組MCの山本圭壱が挑戦するも、失敗。第2回は平成ノブシコブシ吉村、第3回はとろサーモン久保田、第4回はカラテカ矢部、第5回はガリットチュウ熊谷が挑戦するもすべての回において失敗に終わっている。第6回は再び山本圭壱が挑戦。第1回の山本圭壱の回のみ拡大スペシャルの企画。
極楽とんぼのダメっぷりにカケル なんでもDEKIRUわけがねぇ！クイズ
普段から“なんでもできる”という顔をしている極楽とんぼだが、実はポンコツなのではないかという検証をする企画。ゲストは、極楽とんぼが成功するか失敗するかの予想クイズに答えるが、必ずと言っていいほど失敗すると回答をする。また、この企画は観客エキストラを入れての放送となるが、エキストラやゲストは極楽とんぼにブーイングをしたり、極楽とんぼが成功しても何も反応せず、レギュラーの向井もこの企画時は極楽とんぼのフォローはせず、極楽とんぼにとってアウェーな空間となる。
心理戦にカケル 人亀ゲーム
人狼の役割が“人亀”となっている人狼ゲームのパロディ企画。人亀とは一見普通の市民であるが、実は亀甲縛りをされている。市民チームは協力してその亀甲縛りをされた人亀を追放すれば勝利、人亀チームは市民チームの人数と同数になるまで生き残れば勝利というゲーム。夜の投票は第1回は薔薇、第2回以降はメロンパンで行い、制限時間内に探し出せない場合は出演者全員で亀甲縛りされる。
第2回より人亀のほか、人亀には絶対に襲撃されない「縄師」。人間のみに電流を流すことができるが、自らも電流を浴びてしまう「マッサージ師」、第3回では夜指定した人間を人亀の縄から救い出す「カニ」の職業が追加され推理度が上昇した。
第1回の勝者は人亀チームだった。第2回の放送は拡大スペシャルの企画として放送。ルール制作・監修は解説者も務める古川洋平。アイディアを聞いた際に「狂っとる！」と思ったという。緊縛師としてさかしま逸、結月里奈の2名が裏方参加。
変態リアリティーショー トンボくんには騙されない
視聴者にカケル、極楽とんぼと視聴者による対決企画。極楽とんぼ2人は、セクシー女優の入った小部屋をのぞき見するが、一方ののぞき窓には衝立が置かれ、実際に見ているのはどちらかひとりだけ。その一方をリアクションや状況説明などから推理し、視聴者投票（多数決）で正解を当てられれば、中で起こっていたセクシーシーンを御開帳。不正解の場合、視聴者には音だけで我慢してもらう。視聴者判断の手助けにと毎回極楽とんぼをよく知るゲストが1名呼ばれている。
2018年8月9日に第1回となる「真夏のトンボくんには騙されない」が配信したが視聴者投票は全問不正解となり、セクシー女優を招きながら「ノーエロ」の企画倒れ企画となったが、視聴者の強い要望によりたびたび続編を制作。Abemaビデオでは小部屋内の未公開シーンも合わせて編集されている。コーナータイトルのみ『オオカミくんには騙されない』のパロディであるが内容は一切関係ない。
加藤の弁護力にカケル ヘリクツ弁護士加藤
第1回：「ヘリクツ弁護士 リーガルK」
平成ノブシコブシ編、アルコ&ピース編
第2回：「スキャンダル専門弁護士 カティーン」
山本裕典編
第1回：「ヘリクツ弁護士 リーガルK」
ガリットチュウ編、コロコロチキチキペッパーズ編
拡大スペシャルのみの企画
○○最強（最弱）芸人決定戦
拡大スペシャルの恒例企画。第1回のモンゴル相撲のみ純粋にモンゴル相撲における最強芸人を決定したが、第2回のボウリングからは事実上最下位、つまり最弱芸人を決定するのに重きを置き（第2回のみ優勝決定戦は行われた）、最下位が罰ゲーム（第2回‐3回はへそピアス、第4回はへそピアス、ヌード撮影、罰金100万円、歯の矯正、タトゥーの5つの罰ゲームカタログからの選択式）を受けるというコンセプトがメインとなっていった。ただ、形式上最強芸人は一応決定していたが、ついには第3回、第4回は完全に最弱芸人のみ決定するようになった。
2018年は2月21日は「世界一過酷なアイスショー！芸人バトルロワイヤル2時間SP！」として氷上競技で順位を決定した。
| 放送回 | 競技種目     | 優勝者         | 罰ゲームを受けた人           | 罰ゲームの内容                              |
| ------ | ------------ | -------------- | ---------------------------- | ------------------------------------------- |
| 第1回  | モンゴル相撲 | バッドボーイズ | ─                            | ─                                           |
| 第2回  | ボウリング   | 極楽とんぼ     | 品川庄司                     | へそピアス                                  |
| 第3回  | ドッチボール | ─              | クロちゃん（安田大サーカス） | へそピアス                                  |
| 第4回  | 卓球         | ─              | 品川庄司                     | ヌード撮影（選択式）                        |
| 第5回  | 氷上競技     | 極楽とんぼ     | コロコロチキチキペッパーズ   | 半裸onICE過酷なアイスショー芸人キス＆クライ |

## ギャラリー
いずれも「Wikipediaに画像提供」企画で番組から投稿されたもの。

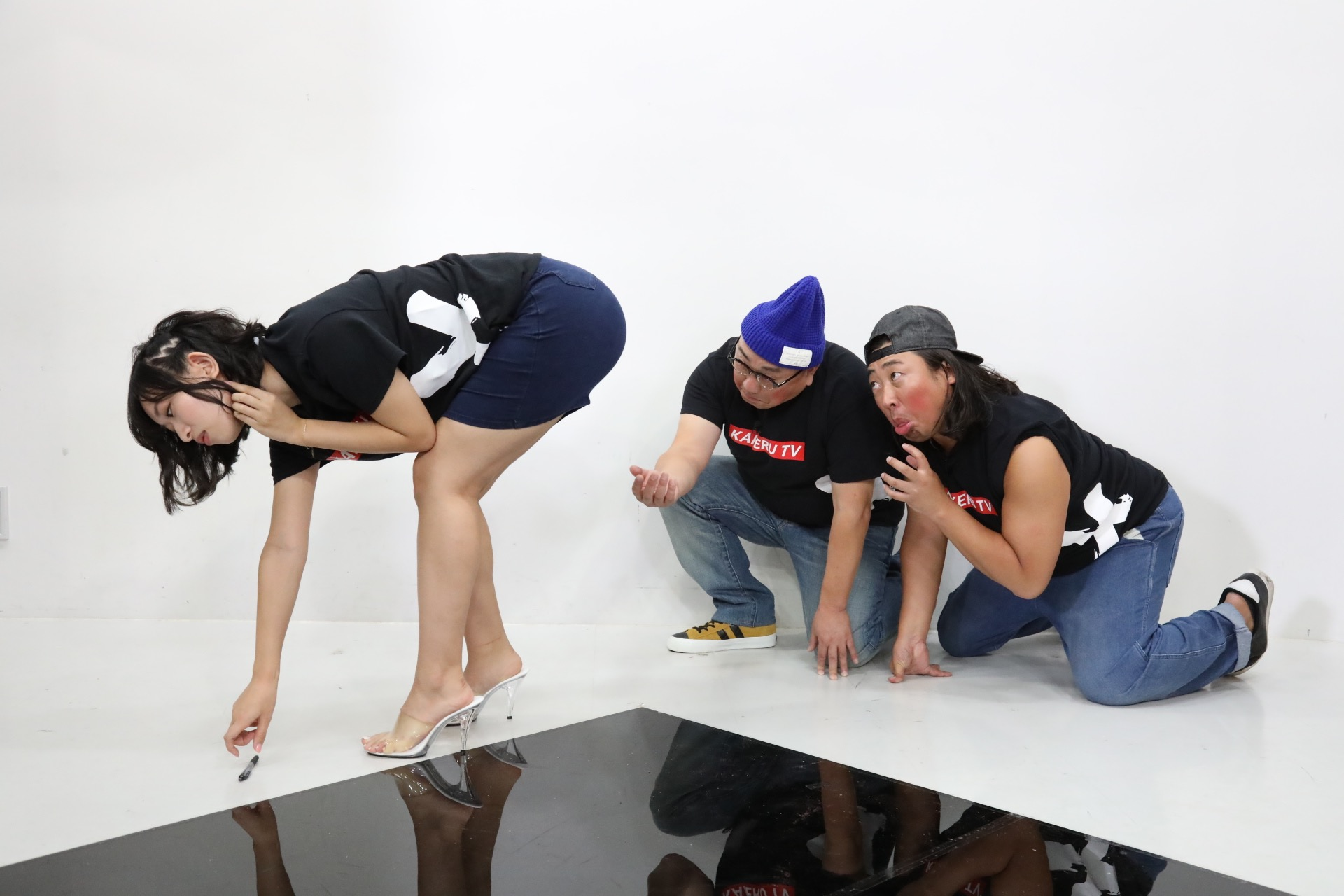
「すけべえ」イメージ画像
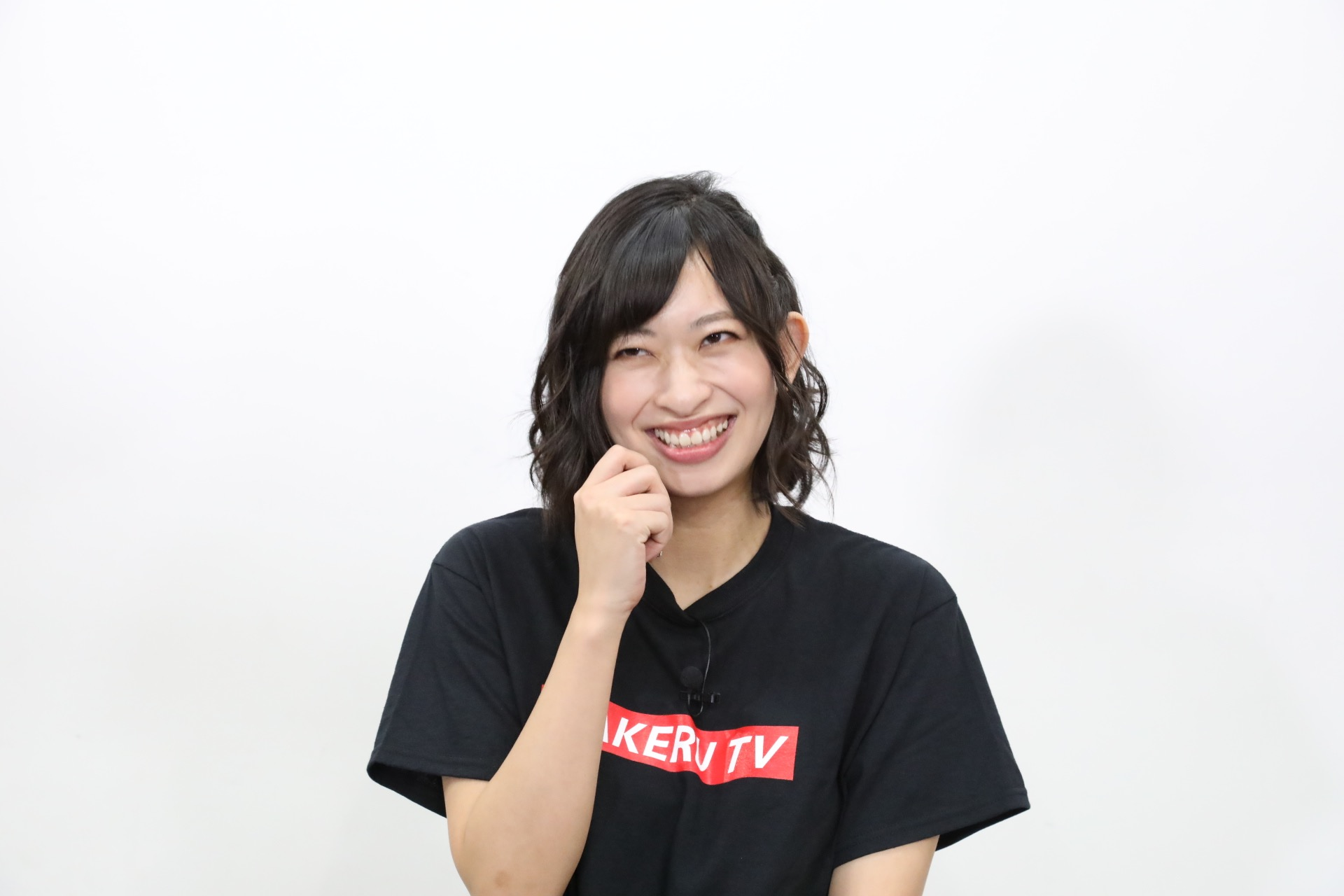
「笑い」イメージ画像
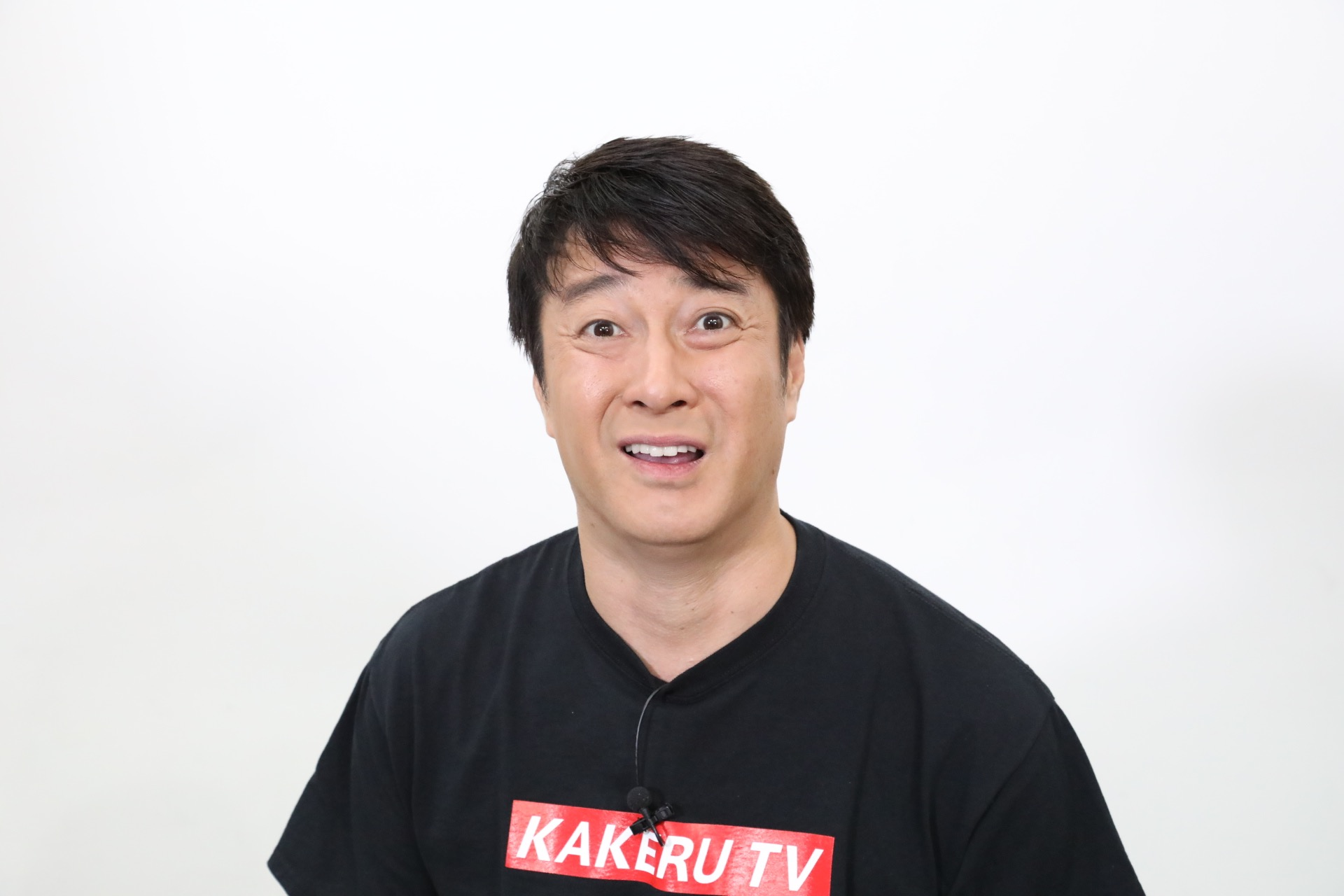
番組MC：加藤浩次
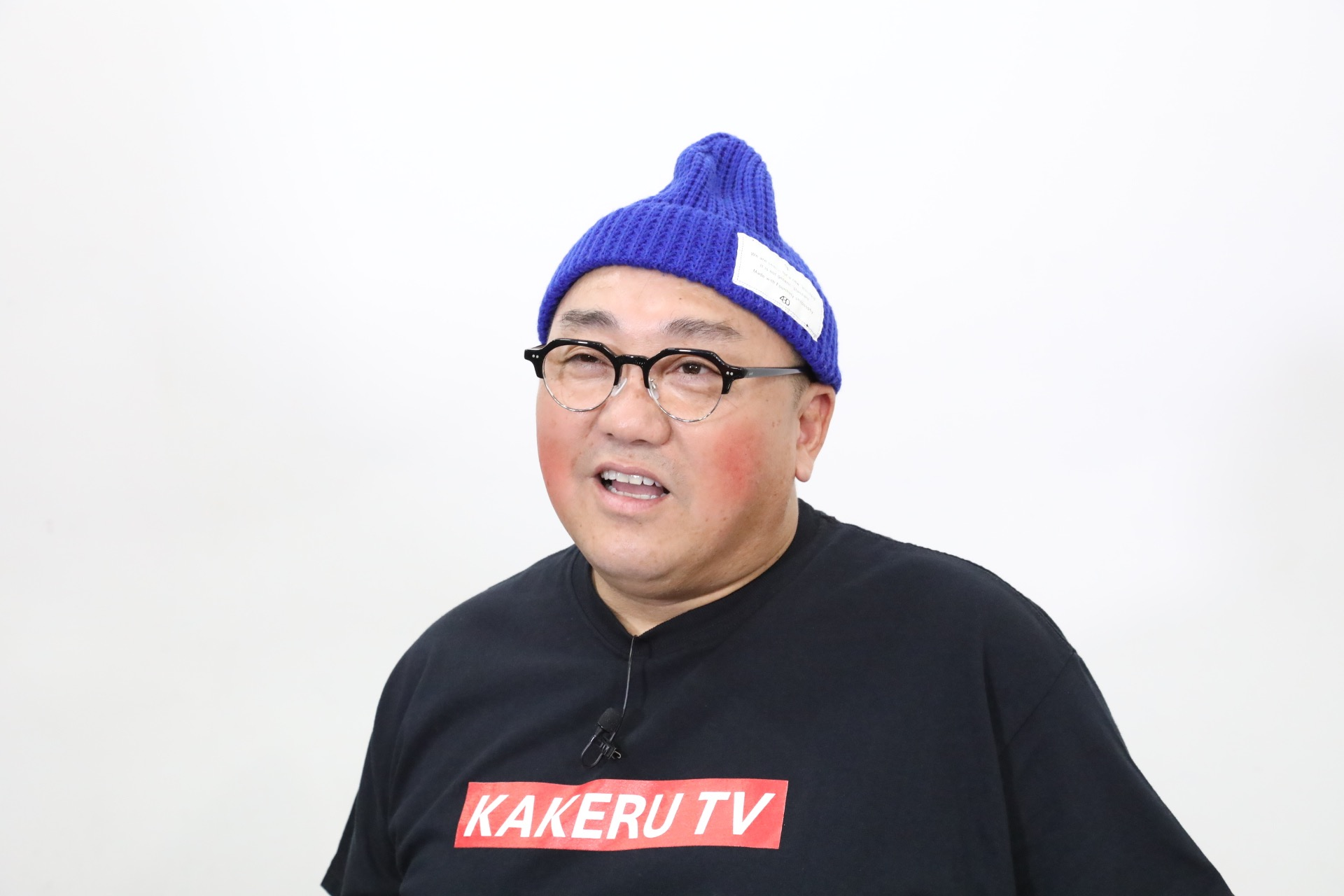
番組MC：山本圭壱
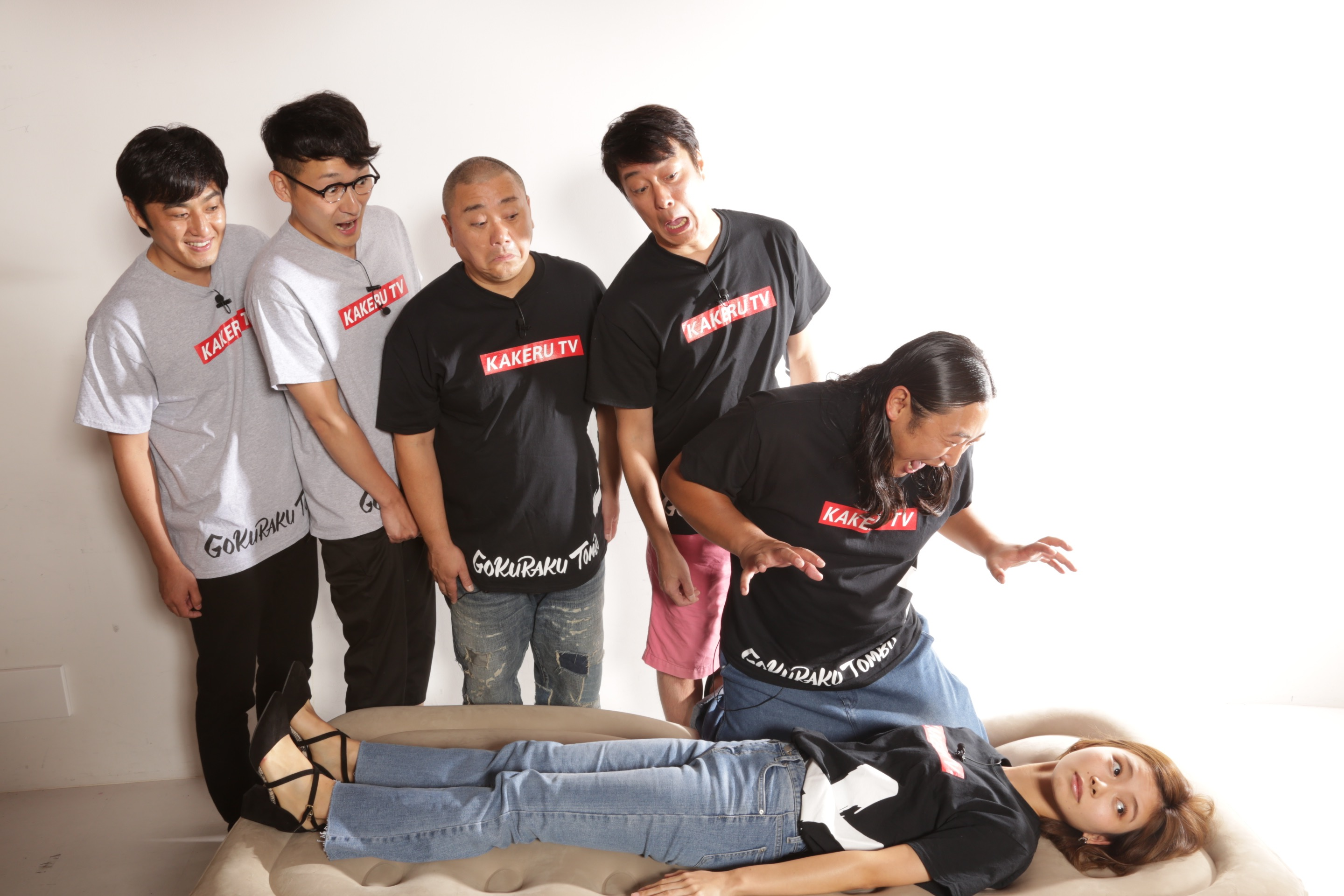
「マグロ」イメージ画像
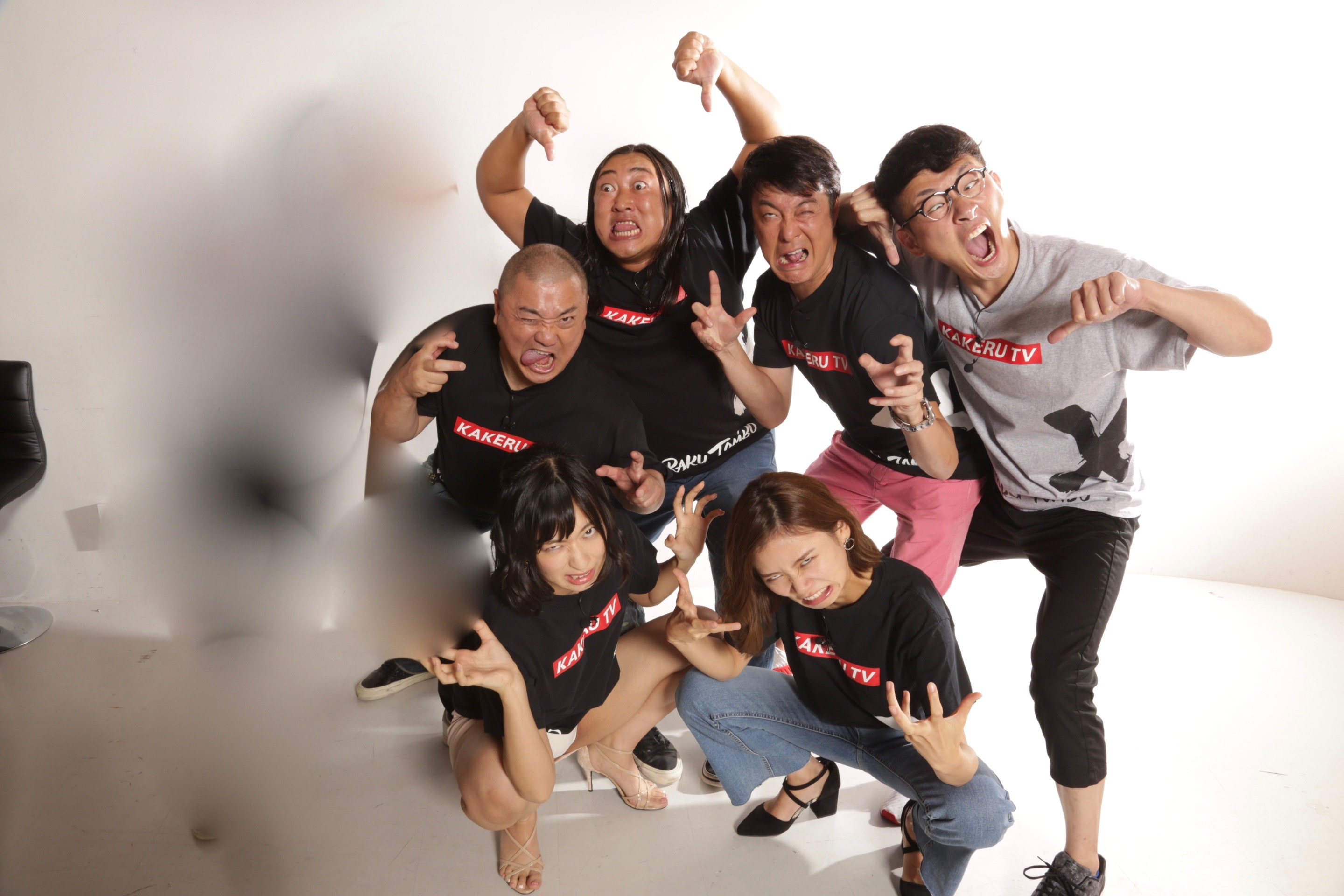
「ディストピア」イメージ画像
「イエスマン」イメージ画像
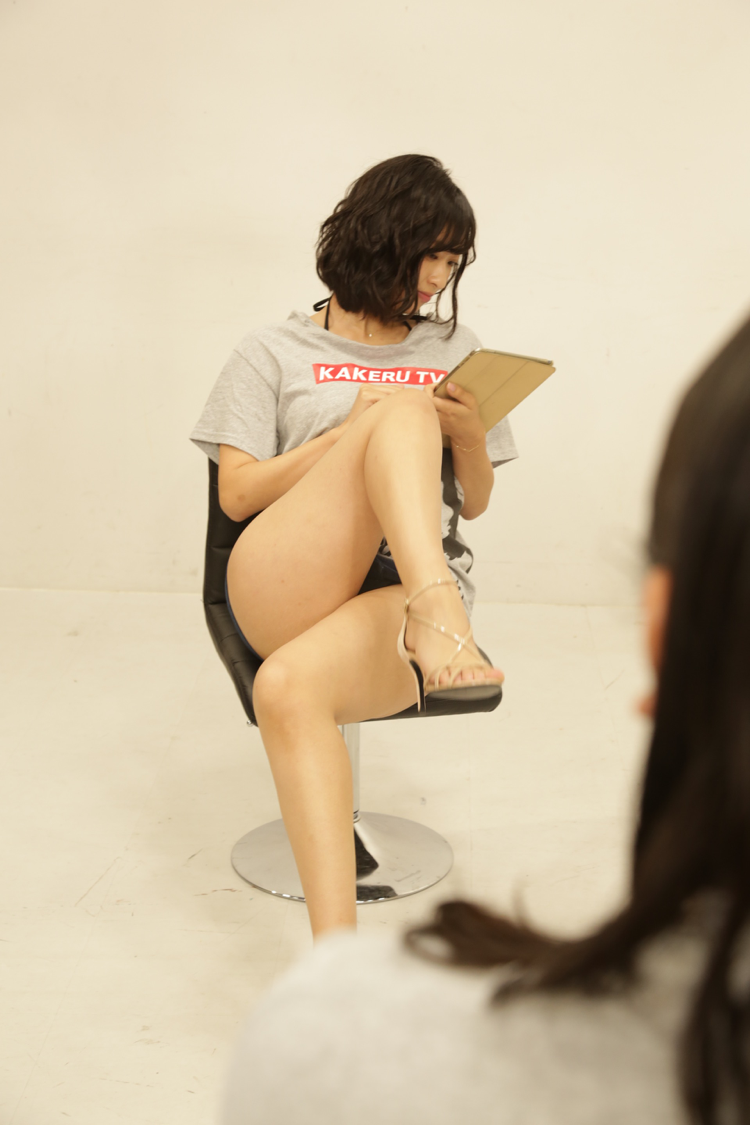
「チラリズム」イメージ画像
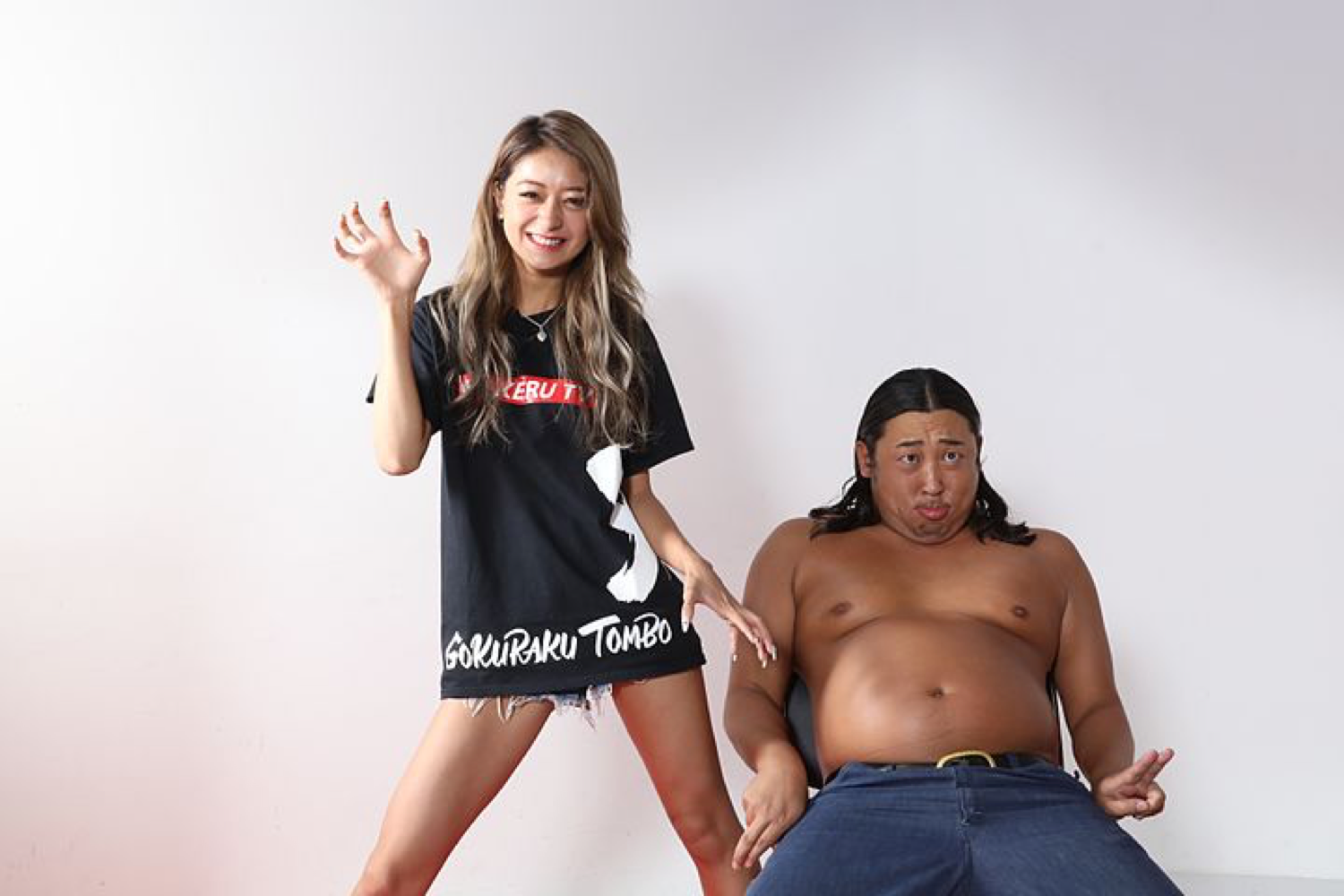
「ブーバキキ」イメージ画像
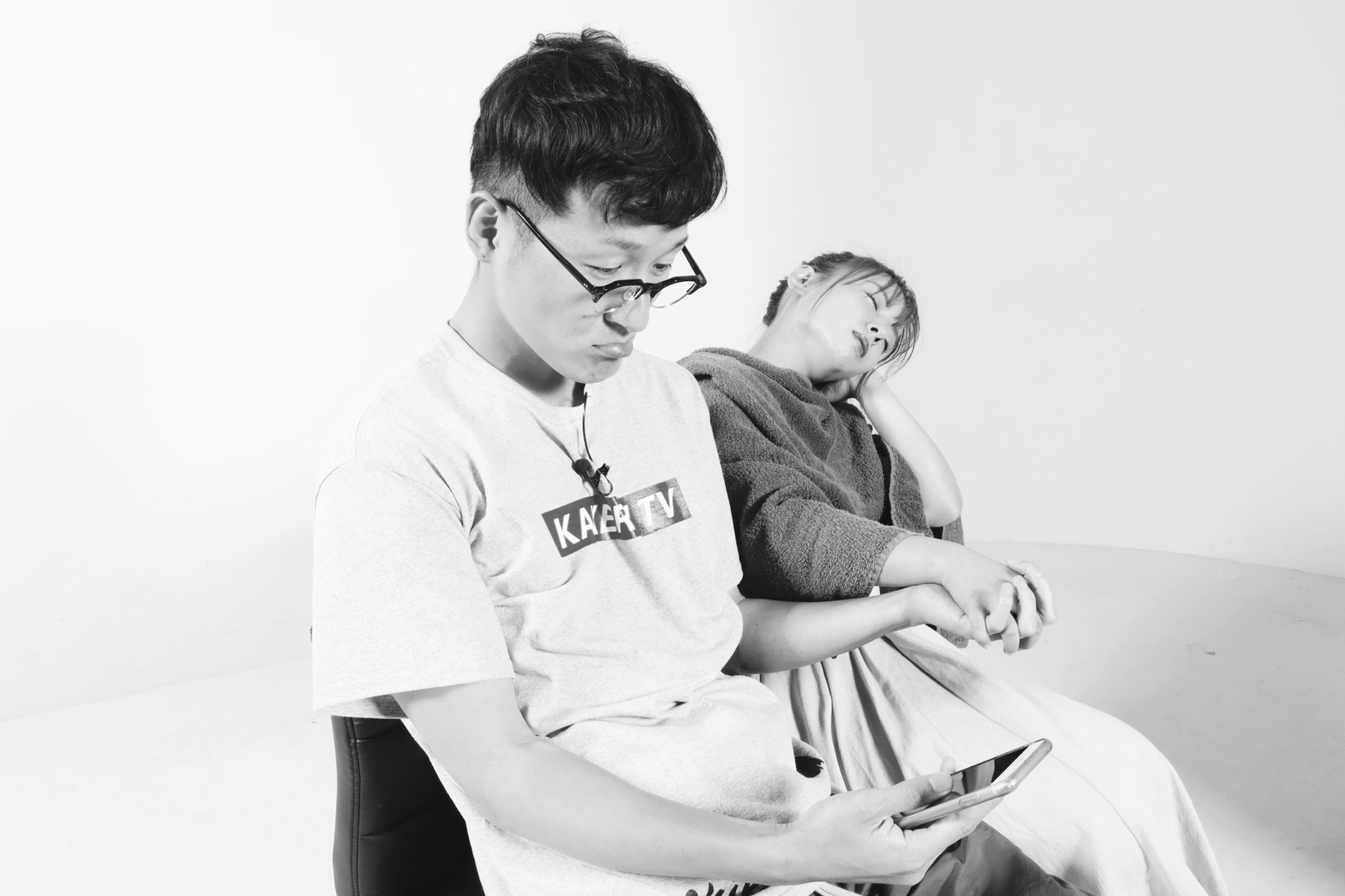
「不倫」イメージ画像

## 特別番組
- 極楽とんぼ×KAKERU TV〜24時間AbemaTV生JACK〜（2017年3月4日 - 3月5日） - 24時間配信 ※パイロット版
- 極楽とんぼKAKERU TV 豪華3時間SPECIAL！コンビ相撲最強決定戦（2017年7月6日21:00 〜 0:00)
- 極楽とんぼKAKERU TV 人気芸人対恵比寿マスカッツ!ポロリ100%!夜の水泳大会（2017年9月1日 - 2日） - 10時間配信
- 極楽とんぼKAKERU TV ビリはへそピアス！ボウリング最強芸人3時間SPECIAL！（2017年11月9日19:00 〜 22:00）
- 極楽とんぼKAKERU TV 加藤酔ってます！3時間SPECIAL！ (2018年1月11日20:00〜23:00）
- 極楽とんぼKAKERU TV 40代最後の日！極楽・山本の彼女決定2時間SPECIAL！ (2018年2月22日20:00〜22:00）
- 極楽とんぼ KAKERU TV 芸人最弱ドッチボール決定戦！最下位はへそピアス！3時間SPECIAL！（2018年4月12日19:00〜22:00）[20]
- 極楽とんぼ KAKERU TV コンビ芸能人最弱卓球トーナメント3時間SPECIAL！
- 極楽とんぼ KAKERU TV ＂狂犬＂加藤が酔ってます！本音スッキリ生暴露3時間SPECIAL！ (2018年6月21日19:00〜22:00）
- 極楽とんぼ KAKERUTV 元政治家&人気アイドルが参戦！暴露かくれんぼ3時間SPECIAL！（2018年7月19日19:00〜22:00）
- KAKERUTV人亀〜人狼ではなく亀甲縛りしている変態を探せ！（2018年8月30日20:00〜22:00）[21]
- KAKERUTV元AKB＂第2のまゆゆ＂参戦！セクシー人狼ゲーム『人亀』！（2018年11月22日20:00〜22:00）[22]
- その後も頻繁に拡大スペシャルが放送。前述したように2019年4月14日は通常配信だが2時間となっている（企画は『人亀』）。

## スタッフ
- 総合演出 - マッコイ斉藤[23]
- プロデューサー - 片野正大、古賀吉彦（AbemaTV）

## 音楽

### 主題歌
- 「戦う男」エレファントカシマシ（「明日に向かって走れ-月夜の歌-」収録）作詞作曲：宮本浩次（2018年以降使用）